# Kovács Endre (orgonaművész)
Kovács Endre (Budapest, 1936. június 5. – Budapest, 2015. április 3.) orgonaművész, komolyzenei hangversenyrendező és szerkesztő.

## Tanulmányok
Édesapja Kovács Zoltán református lelkész volt. Már 8 éves korától kísérte a gyülekezet énekét az istentiszteleteken eleinte Kistarcsán, majd a Salétrom utcai református templomban. Középiskolai tanulmányait a Lónyai Utcai Református Gimnáziumban, ennek államosítása után a Kölcsey Ferenc Gimnáziumban végezte. Minden vágya az volt, hogy orvos lehessen, mint családjában sok felmenője, de mivel édesapja lelkipásztor volt, „osztályidegennek” minősítették, és nem vették fel az orvosi egyetemre. Ezért választotta végül a zenei pályát, és így az egész életét végigkísérő példakép, Albert Schweitzer, az orvos-orgonaművész nyomdokaiba léphetett részben. A Bartók Béla Konzervatóriumban, a Liszt Ferenc Zeneművészeti Egyetemen, később Hollandiában tanult, zenei versenyt is nyert, majd Bécsben folytatta zenei tanulmányait. Legkedvesebb tanárai Zalánfy Aladár, Gergely Ferenc, Marie-Claire Alain francia orgonatanár, Cor Kee holland zeneszerző, orgonaművész és Anton Heiller bécsi professzor voltak. Zeneszerzés tanára Major Ervin volt.

## Komolyzenei hangversenyek szerkesztése és rendezése
1962-től az Országos Filharmónia munkatársaként, 1976-tól főmunkatársként mint hangversenyrendező, műsorszerkesztő dolgozott, majd 1996-ban a Nemzeti Filharmónia igazgatóhelyetteseként vonult nyugdíjba. Ezután még néhány évig a Dél-Dunántúli Filharmónia Kht. (Pécs) művészeti tanácsadója volt.

## Koncertek
1962-től rendszeresen koncertező művész is volt, Magyarország és Európa sok híres templomában és orgonáján játszott. Az aktív koncertezést 2008-ban, 72 évesen fejezte be. Johann Sebastian Bach, Liszt Ferenc, César Franck, Max Reger, Antalffy-Zsiross Dezső orgonaműveit játszotta koncertjein a legszívesebben.

## Orgonaépítés
1970-ben saját tervei alapján újították fel Kőröshegyen a 19. század végi orgonát. Ezt követően nyílt lehetőség az országos hírű Musica Antiqua Hungarica, majd a Cantus Pannonicus elnevezésű nyári hangversenyek megrendezésére.

## Templomi szolgálat
1956-tól a Budapest Józsefvárosi Református Egyházközség Salétrom utcai gyülekezetének orgonistája, majd 2001- től főorgonistája volt. 1998 -tól az ő erőfeszítéseinek köszönhetően újították fel a templomi orgonát. Rendszeres komolyzenei koncerteket szervezett a Salétrom utcai templomban a kor legismertebb komolyzenészeinek közreműködésével.

## Lemezek
- Hungarian Songs of Five Centuries – Öt Évszázad Magyar Dalai. Sung by Ferenc Béres.[4]
- Liszt: Complete Organ Works 3/5. Sándor Margittay, Gábor Lehotka, Endre Kovács. (Hungaroton, 1973)[5]
- Liszt: Complete Organ Works 4/5. Endre Kovács. (Hungaroton, 1973)[6]
- Liszt Ferenc: Organ Works. Sándor Margittay, Endre Kovács, Gábor Lehotka. (Hungaroton, 1988)[7]
- Wedding Music / Esküvői zene / Musique de mariage / Hochzeitsmusik – Bach, Bizet, Gluck, Handel, Liszt, Mendelssohn, Mozart, Schubert (Hungaroton, 1992)[8]
- Tebenned bíztunk eleitől fogva – Zsoltárok, dicséretek a magyar református énekeskönyvből. Béres Ferenc (tenor), Kovács Endre (orgona). (Hungaroton, 1997)[9]

## Elismerések
- 1976. Párizs és Budapest : Nemzetközi Liszt Hanglemez Nagydíj / Grandprix de Disque
- 1964. I. díj Anton Heiller mesterkurzusán – Haarlem
- 1965. II. díj Anton Heiller mesterkurzusán – Haarlem
- 1970. „A Szocialista Kultúráért” a népművelés terén kifejtett kiváló munkájáért
- 1981. „A Szocialista Kultúráért” a közművelődésben végzett kiváló munkájáért

Érdemes művészi és Liszt Ferenc-díjra történő felterjesztését sorra elutasították

## Megjelent kritikák, cikkek
- Parlando Zenepedagógiai folyóirat 2015/3[10]

## Weboldal
Archiválva 2021. június 7-i dátummal a Wayback Machine-ben
https://www.youtube.com/watch?v=tz460n1EsbM
https://www.facebook.com/profile.php?id=100034760696813